# Japonsko na Zimních olympijských hrách 1980
Japonsko na Zimních olympijských hrách 1980 v Lake Placid reprezentovalo 50 sportovců, z toho 46 mužů a 4 ženy. Nejmladším účastníkem byla rychlobruslařka Mijoši Kato (17 let, 198 dní), nejstarším pak lední hokejista Satoru Misawa (36 let, 233 dní). Reprezentanti Japonska vybojovali jednu stříbrnou medaili.

## Medailisté
| Medaile | Jméno         | Sport           | Disciplína                 |
| ------- | ------------- | --------------- | -------------------------- |
| Stříbro | Hirokazu Jagi | Skoky na lyžích | střední můstek (K-90) muži |